# Vladimír Menšík
Vladimir Mensik (Ivančice, 1929. október 9. – Brno, 1988. május 29.) cseh színész, előadóművész.

## Pályafutása
Diplomáját a Brnói Janáček Zeneakadémián (Janáčkova akademie múzických umění v Brně) szerezte. 1953-ban csatlakozott a csehszlovák Faluszínházhoz (Vesnické divadlo), ahol 1955-ben fedezte fel Emil František Burian, aki szintén a színház tagja volt.
Annak ellenére, hogy sok színházi lehetőséget kapott, ő nem élt vele, inkább a filmek világát választotta, így több mint 150 mozi- és tévéfilmben játszott. 1958-ban a Barrandov Filmstúdióval kötött szerződést. Nem csak vígjátékokban játszott. A drámai és groteszk szerepekben is sikeres volt, mint ahogyan kiváló mesemondó hírében is állt.
Évekig szenvedett súlyos asztmában, erős dohányos és alkoholista volt. Utoljára 1988. május 27-én állt kamera elé, majd két nap múlva elhunyt.

## Családja
Menšík kétszer volt házas. Első felesége Vera, két gyermekük született. Fia 1955-ben, lánya 1957-ben. Második felesége Olga, tőle is két gyermeke született, fia, Jan 1962-ben, és lánya, Martina 1965-ben. Apja után ő lett az egyetlen színész a családban.